# アッシーくん
アッシーくんとは、バブル景気時代の日本における俗語。類語のメッシーくん、ミツグくんなども使用された。本項ではそれらも併せて説明する。なお、口語のため、アッシー君、メッシー君、ミツグ君などの表記ゆれが存在する。
基本的には女性にとって都合のいい異性であり、恋人や恋愛対象の本命ではないが、交友関係を維持していた男性のこと。

## 概要

### アッシーくん
女性に自ら運転する自家用車で送り迎えを任される男性のこと。語源は移動手段としての乗用車や運転手を俗に「足」と呼ぶことに由来する。
当時の東京都港区六本木周辺ではBMW・3シリーズ（E30）の存在が頻繁に確認されたことから、同車種は当時日本国内で最多の販売台数であったトヨタ・カローラになぞらえて「六本木カローラ」と親しみをもって呼ばれた。
1990年の流行語大賞で新語部門・表現賞を受賞し、『現代用語の基礎知識』に記載された。

### メッシーくん
食事を女性に奢らされる男性のこと。由来は飯。なお、イタリア料理は俗に「イタ飯」と略して「イタ飯ブーム」が起こった。フランス料理も「フラ飯」と言われることもあったが、1993年以降は「フレンチ」の呼称が浸透していく。

### ミツグくん
物品等を女性に贈らされる男性のこと。語源は贈答行為である「貢ぐ」に由来する。
2000年代には「財布君」や「財布」という呼称も使われている。

### ツナグくん
テレビやビデオデッキ、オーディオ機器などの複雑でやっかいな配線をつないでくれる男性のこと。一人暮らしの独身女性の部屋に入れる唯一の存在。
女性はアッシーくんから車での送迎や、メッシーくんから食事代肩代わり等の形で利便を得ており、一方彼らは、自分の得意分野をアピールして女性と交友関係を深めようとする。しかし、女性は彼らと仲良くする気はなく「無料のタクシーを利用するだけ」「食事代を浮かすだけ」が現実であり、実際は本命にはなりえないことがほとんどなので、努力は報われていない。

### キープくん
複数の男性からアプローチされるほどモテる女性の視点で、本命男性（俗に「本命くん」）以外で恋人未満の交友をしている男性のことを「キープくん」と呼ぶ。前述3語の総称でもある。語源は当時の流行語であった「ボトルキープ」に由来する。女性にとって「キープくん」は1人だけでなく複数いることもある。
女性にとって「キープくん」への認識は第2の恋人候補ということもあれば便利屋ということもある。第2の恋人候補の場合、本命くんと別れた後に、交友関係を続けていた「キープくん」を新しく恋人とすることで、恋人がいない期間を少なくすることができる。
2000年頃には本命に絞る傾向が強くなった。